# S/S Thomée
M/S Thomée är ett svenskt passagerarfartyg, som byggdes som ångfartyg 1875 på Motala varv i Norrköping och som har trafikerat Storsjön i Jämtland sedan 1880. Fartyget är namngivet efter Anders Jakob Thomée.
M/S Thomée ägs av Östersunds kommun, och båten erbjuder turer till Verkön samt kortare rundturer eller turer med levande musik ombord. Tillsammans med M/S Thomée trafikeras Storsjön av S/S Östersund och bilfärjorna M/S Fröja, M/S Hymer och M/S Skidbladner.
I juni 2007 blev S/S Thomée k-märkt av Statens maritima museer, men k-märkningen försvann i samband med renoveringen 2017.
År 2011 beslutade Östersunds Kommun att inte längre driva Thomée vidare.
År 2017 blev Thomée ombyggd till dieseldrift och kallas M/S Thomée istället för S/S Thomée. Ångmaskinen och ångpannan finns kvar men är tagen ur drift.

## Tekniska data
Skrov
- Byggt av Motala Mekaniska Verkstad, monterad vid Revsundssjön 1875.
- Bruttodräktighet 106 registerton
- Längd 27 meter
- Bredd 4,85 meter
- Djupgående 2,15 meter
- Senaste renovering 1975

Maskin
- Bergsundsmaskin byggd 1919
- Tillverkningsnummer 1029
- Installerad i S/S Thomée 1933
- 2-cylindrig kompoundmaskin, 150 indikerade hk (en rund- och en planslid, försedd med strålkondensor)
- Normalfart 7-8 knop vid 130-140 varv/minut.

Besättning
- En befälhavare
- En jungman
- En maskinist
- Samt övrig serveringspersonal, guide och liknande.

Passagerare
- Säkerhetsföreskrifterna medger 130 passagerare
- Vid reguljärturer 6 rullstolar